# 藤井幸大
藤井 幸大（ふじい こうだい、1981年12月3日 - ）は、北海道出身の実業家。身長171cm。血液型はB型。サンマルコ食品株式会社マーケティング本部部長。一般社団法人日本コロッケ協会会長兼理事長。東京都文京区在住。
米カリフォルニア州・アカデミー・オブ・アート大学広告専攻卒業。父親はサンマルコ食品株式会社 代表取締役社長 藤井幸一。妹が2人いる。

## 概要
幼少期より、食しているコロッケを追求。年間2000個のコロッケを食する。マーケティングの一環として「コロッケ王国」という設定を創案し、父・幸一を「コロッケ王」、自身は王位継承権第一位「コロッケ王子」と名乗る設定を作っている。
コロッケの発展とマーケット拡大のために一般社団法人日本コロッケ協会の設立に至った。

## 来歴
- 1981年12月3日 - 北海道にて生誕。
- 1997年4月 - 北海道札幌白石高等学校に入学。
- 2000年3月 - 北海道札幌白石高等学校を卒業。
- 2000年4月 - 日本大学工学部に入学。
- 2003年4月 - 日本大学工学部を中退。
- 2010年5月 - 米 カリフォルニア州 アカデミー・オブ・アート大学広告専攻を卒業
- 2010年8月 - サンマルコ食品株式会社に入社（現・マーケティング本部部長）。
- 2010年11月 - 国内市場を学ぶ為、三菱食品株式会社へ出向。
- 2012年9月 - 一般社団法人日本コロッケ協会を設立（現・会長兼理事長）。
- 2013年10月 - 三菱食品を退職。

## 出演
- マツコの知らない世界（TBS） - コロッケの世界（2015年6月2日）
- ワケあり!レッドゾーン（読売テレビ） - コロッケ王子（2015年9月3日/9月10日）
- どさんこワイド（札幌テレビ） - （2015年10月19日）
- お願い!ランキング（テレビ朝日） - 自撮り（2015年10月28日）
- DOサンデー～北の開拓者たち（北海道文化放送） - （2016年6月19日）